# Sier (dorp)
Sier was een vissersdorpje aan de uiterste westpunt van Ameland en bevond zich ongeveer ter hoogte van de huidige Badweg. Het dorp werd rond 1730 verlaten, omdat het door de steeds verder in oostelijke richting oprukkende duinen werd ondergestoven. 
Vlak na de Tweede Wereldoorlog kwamen door duinafslag aan de westzijde sporen van bewoning vrij. Zo'n 50 jaar later was het gebied waar Sier lag, in zee verdwenen. 
In 2012 werd in de duinen ten noorden van de vuurtoren als kunstproject het dorp Sier "herbouwd" in de vorm van een tiental "huisjes" van ijzeren frames behangen met acrylaat-platen.
Een van de veerboten naar Ameland is genoemd naar het dorp.